# Fidji Simo

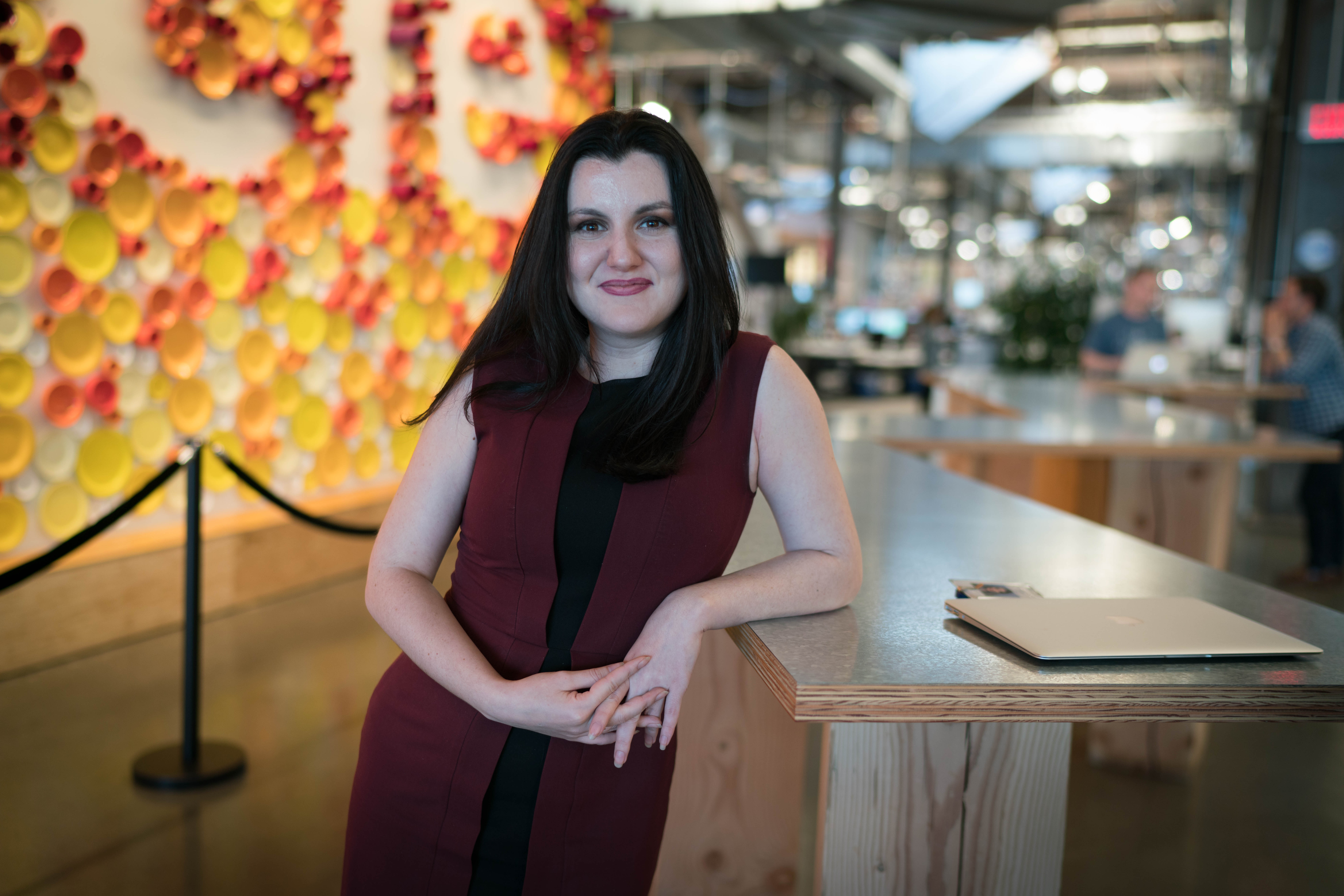
Fidji Simo, 2016

Fidji Simo (* 5. Oktober 1985) ist eine französisch-amerikanische Geschäftsfrau und CEO und Präsidentin von Instacart.
Zuvor arbeitete sie ein Jahrzehnt lang bei Facebook, wo sie in leitender Position für die Facebook-App verantwortlich war.
Sie war Mitbegründerin des Metrodora Institute, einer Gesundheitsklinik und eines Forschungsinstituts, und ist derzeit Präsidentin der Metrodora Foundation.
Sie ist im Vorstand von OpenAI und Shopify und designierte Leiterin des operativen Geschäfts von OpenAI.

## Leben und Ausbildung
Simo wuchs in Sète im Süden Frankreichs auf und lebt heute in Kalifornien. Sie war das erste Mitglied ihrer Familie, das die High School abschloss, und hat als Master of Management bei der HEC Paris graduiert. Das letzte Jahr ihres Studiums verbrachte sie an der Anderson School of Business der UCLA.
Simo ist verheiratet und hat eine Tochter.

## Karriere

### eBay
Simo arbeitete von 2007 bis 2011 als Teil des Strategieteams bei eBay. Dabei baute sie die Initiativen des Unternehmens für lokalen Handel und Kleinanzeigen auf.

### Facebook
Simo kam 2011 von eBay zu Facebook und wurde dort Vizepräsidentin und verantwortlich für die Facebook-App. Im Laufe ihrer zehnjährigen Tätigkeit bei Facebook beaufsichtigte sie die Entwicklung und Strategie der Facebook-App, einschließlich News Feed, Stories, Gruppen, Video, Marktplatz, Gaming, Nachrichten, Dating und Anzeigen. Sie leitete auch das Team, das für die Architektur des Werbegeschäfts von Facebook und die Monetarisierung mobiler Geräte verantwortlich war. Sie machte Videos zu einem entscheidenden Teil des Facebook-Erlebnisses, von der Einführung von Videos, die automatisch im News Feed abgespielt werden, bis hin zur Entwicklung und Einführung von „Facebook Live“ und „Facebook Watch“.

### Instacart
Simo trat im Januar 2021 dem Vorstand von Instacart bei und wurde im Juli zur CEO des Unternehmens ernannt. Sie ersetzte dabei Apoorva Mehta, die geschäftsführende Vorstandsvorsitzende wurde.
Im September 2023, nach dem Börsengang des Unternehmens, ernannte Instacart Simo als Nachfolgerin von Apoorva Mehta zur Vorstandsvorsitzenden. Mit der Übernahme der operativen Geschäftsführung von OpenAI gab Simo an, nach einer Übergangsphase künftig als Chairwoman des Instacart-Boards fungieren zu wollen.

### OpenAI
Anfang Mai 2025 gab OpenAI bekannt, dass Simo als „CEO of Applications“ das operative Geschäft OpenAIs übernehmen werde. Aufgrund Simos Rentabilitätserfolge in der Produktentwicklung wird die Einstellung vielfach als Maßnahme zur verstärkten Kommerzialisierung der Sprachmodelle des Unternehmens gewertet.

## Metrodora
Simo ist Gründerin des Metrodora Institute und Präsidentin der Metrodora Foundation. Das Institut wurde im April 2023 in Salt Lake City, Utah, eröffnet. Das Institut erhielt dafür 35 Millionen US-Dollar von einem ungenannten Risikokapitalgeber.
Das Institut „zielt darauf ab, die Heilung von neuroimmunen Erkrankungen zu beschleunigen, indem es die Behandlung von Patientinnen und ihre Teilnahme an der Forschung neu konzipiert.“ Es führt sowohl Forschung als auch die Behandlung von Patienten durch und hat dabei ein besonderes Interesse an interdisziplinärer Arbeit.
Simo wurde durch ihre eigene Erfahrung motiviert, dieses medizinische Unternehmen zu gründen.
Der Name des Instituts stammt aus dem antiken Griechenland: „Metrodora“ war eine griechische Ärztin, die im späten fünften Jahrhundert n. Chr. einen medizinischen Text mit dem Titel „Über Frauenkrankheiten“ verfasste, der als der älteste erhaltene medizinische Text einer Frau gilt.

## Weitere Aktivitäten
Simo ist Mitbegründerin von „Women in Product“, einer gemeinnützigen Organisation für Frauen im Produktmanagement. Die Organisation setzt sich für die Förderung der Karrieren von Frauen in der Technologie und für eine gleichberechtigte Vertretung am Arbeitsplatz ein.
Im Dezember 2021 trat Simo dem Vorstand von Shopify bei. Im März 2024 wurde sie Mitglied des Vorstands von OpenAI.

## Rezeption
Simo wurde von Fortune im Rahmen der Liste der „40 unter 40“ (2016 und 2021), ihrer jährlichen „Liste der mächtigsten Frauen“ (2023) und der „Liste der 13 Innovatoren, die die Zukunft des Gesundheitswesens gestalten“ (2023) ausgezeichnet. Sie wurde außerdem von Comparably in die Liste der besten Firmen-CEOs (2023), von Fast Company in die Liste der kreativsten Menschen in der Wirtschaft und von AdWeek in die Liste der 15 wichtigsten Menschen, die die Zukunft der mobilen Werbung gestalten, aufgenommen und außerdem von Vanity Fair auf Platz 10 der einflussreichsten Franzosen der Welt eingestuft. Im Jahr 2024 wurde sie in die erste Changemakers-Liste von CNBC aufgenommen, in der die wichtigsten weiblichen Führungskräfte gewürdigt werden, die die Wirtschaft verändern.